# Eudactylina lancifera
Eudactylina lancifera is een eenoogkreeftjessoort uit de familie van de Eudactylinidae. De wetenschappelijke naam van de soort is voor het eerst geldig gepubliceerd in 1968 door Pillai.